# Оукли (Јута)
Оукли (енгл. Oakley) град је у америчкој савезној држави Јута.

## Демографија
По попису из 2010. године број становника је 1.470, што је 522 (55,1%) становника више него 2000. године.
| Група             | 2000.       | 2010.         |
| Белци             | 901 (95,0%) | 1.366 (92,9%) |
| Афроамериканци    | 1 (0,1%)    | 12 (0,8%)     |
| Азијати           | 2 (0,2%)    | 4 (0,3%)      |
| Хиспаноамериканци | 41 (4,3%)   | 79 (5,4%)     |
| Укупно            | 948         | 1.470         |